# Secuestro del Curtiss C-46 de Aeropesca
El Secuestro del Curtiss C-46 de Aeropesca (denominado Operación Aeropesca por el M-19)se registró el 21 de octubre de 1981 con matrícula HK-388, perteneciente a la empresa Aerovías de la Pesca y Colonización del Suroeste Colombiano (Aeropesca), cuando cubría una ruta desde el Aeropuerto Enrique Olaya Herrera de Medellín y procedía a dirigirse a realizar una escala en Barranquilla, luego irían a Bahía Solano y finalmente regresarían a Medellín. El avión fue secuestrado por un comando guerrillero del Movimiento 19 de abril (M-19).

## Acontecimiento
El avión saldría del  Aeropuerto Enrique Olaya Herrera de Medellín en la mañana del 21 de octubre de 1981, con dos técnicos de la empresa Corporación Eléctrica de la Costa Atlántica con sus esposas y quienes ya habían realizado el trayecto que realizaría el avión.
A los 80 minutos de vuelo se reportó un daño en el motor y se reportó como desaparecido el vuelo, además la empresa negó haber contratado el servicio.
Al día siguiente se reportó que el avión se encontraba en el Río Orteguaza (Caquetá), por unos indígenas de la región cerca de la Base Militar de Tres Esquinas.
Tras la inspección del avión por técnicos de la Aeronáutica civil se estableció que había sido un secuestro aéreo. 
El avión había sido cargado de armas cerca a Dibulla (La Guajira), luego se dirigió al Caquetá donde realizó un acuatizaje.
El Movimiento 19 de abril (M-19) se adjudicó el secuestro y 18 días después liberó a la tripulación. El secuestro fue realizado por el Comando José Helmer Marín del M-19.
Los periodistas César Vallejo y Eduardo Carrillo, y los fotógrafos Jhon Jairo Alzate y Carlos Uribe quienes cubrían el secuestro, fueron retenidos primero por el M-19 y luego por el Ejército Nacional.

## Consecuencias
El M-19 logró recuperar unos 500 fusiles perdidos tras el Hundimiento de El Karina, sin embargo 200 volverían a manos del Ejército Nacional tras el hallazgo de una caleta en Caquetá.
En operativos de las Fuerzas Militares las comunidades indígenas del pueblo Coreguaje fueron reprimidas como reacción al secuestro.